# VakıfBank Spor Kulübü 2021-2022
Questa voce raccoglie le informazioni riguardanti il VakıfBank Spor Kulübü nelle competizioni ufficiali della stagione 2021-2022.

## Stagione
Il VakıfBank Spor Kulübü non utilizza alcuna denominazione sponsorizzata nella stagione 2021-22.
In ambito nazionale si aggiudica la Supercoppa turca, sconfiggendo l'Eczacıbaşı, prima di trionfare in Coppa di Turchia e conquistare lo scudetto, dopo aver avuto la meglio del Fenerbahçe in entrambe le finali.
A livello internazionale conquista il suo quarto campionato mondiale per club e la sua quinta Champions League, battendo in entrambe le finali l'Imoco.

## Organigramma societario
Area direttiva
- Presidente: Abdi Üstünsalih

Area tecnica
- Allenatore: Giovanni Guidetti
- Allenatore in seconda: César Hernández
- Assistente allenatore: Saim Pakkan
- Scoutman: Fatih Yağcı

## Rosa
| N° | Nome               | Ruolo | Data di nascita  | Nazionalità sportiva |
| -- | ------------------ | ----- | ---------------- | -------------------- |
| 1  | Buket Gülübay      | P     | 28 febbraio 1999 | Turchia              |
| 3  | Cansu Özbay        | P     | 17 ottobre 1996  | Turchia              |
| 4  | Tuğba Şenoğlu      | S     | 2 febbraio 1998  | Turchia              |
| 5  | Ayça Aykaç         | L     | 27 febbraio 1996 | Turchia              |
| 6  | Kübra Akman        | C     | 13 ottobre 1994  | Turchia              |
| 7  | Chiaka Ogbogu      | C     | 15 aprile 1995   | Stati Uniti          |
| 8  | Melis Gürkaynak    | C     | 20 aprile 1990   | Turchia              |
| 9  | Selin Adalı        | L     | 11 giugno 2003   | Turchia              |
| 10 | Gabriela Guimarães | S     | 19 maggio 1994   | Brasile              |
| 11 | Isabelle Haak      | O     | 11 luglio 1999   | Svezia               |
| 12 | Karmen Aksoy       | C     | 8 luglio 2003    | Turchia              |
| 13 | Meryem Boz         | O     | 3 febbraio 1988  | Turchia              |
| 14 | Michelle Bartsch   | S     | 12 febbraio 1990 | Stati Uniti          |
| 16 | Aylin Sarıoğlu     | L     | 21 luglio 1995   | Turchia              |
| 17 | Derya Cebecioğlu   | S     | 24 ottobre 2000  | Turchia              |
| 18 | Zehra Güneş        | C     | 7 luglio 1999    | Turchia              |

## Statistiche

### Statistiche di squadra
| Competizione                 | Punti | In casa | In casa | In casa | In trasferta | In trasferta | In trasferta | Totale | Totale | Totale |
| Competizione                 | Punti | G       | V       | P       | G            | V            | P            | G      | V      | P      |
| ---------------------------- | ----- | ------- | ------- | ------- | ------------ | ------------ | ------------ | ------ | ------ | ------ |
| Sultanlar Ligi               | 71    | 17      | 15      | 2       | 16           | 14           | 2            | 33     | 29     | 4      |
| Coppa di Turchia             | -     | 1       | 1       | 0       | 0            | 0            | 0            | 3      | 3      | 0      |
| Supercoppa turca             | -     | -       | -       | -       | -            | -            | -            | 1      | 1      | 0      |
| Champions League             | 18    | 5       | 5       | 0       | 5            | 3            | 2            | 11     | 9      | 2      |
| Campionato mondiale per club | 6     | -       | -       | -       | -            | -            | -            | 4      | 4      | 0      |
| Totale                       | -     | 23      | 21      | 2       | 21           | 17           | 4            | 52     | 46     | 6      |

G = partite giocate; V = partite vinte; P = partite perse

### Statistiche dei giocatori
| Giocatore     | Campionato | Campionato | Campionato | Campionato | Campionato | Coppa di Turchia | Coppa di Turchia | Coppa di Turchia | Coppa di Turchia | Coppa di Turchia | Supercoppa turca | Supercoppa turca | Supercoppa turca | Supercoppa turca | Supercoppa turca | Champions League | Champions League | Champions League | Champions League | Champions League | Campionato mondiale | Campionato mondiale | Campionato mondiale | Campionato mondiale | Campionato mondiale | Totale | Totale | Totale | Totale | Totale |
| Giocatore     | P          | PT         | AV         | MV         | BV         | P                | PT               | AV               | MV               | BV               | P                | PT               | AV               | MV               | BV               | P                | PT               | AV               | MV               | BV               | P                   | PT                  | AV                  | MV                  | BV                  | P      | PT     | AV     | MV     | BV     |
| ------------- | ---------- | ---------- | ---------- | ---------- | ---------- | ---------------- | ---------------- | ---------------- | ---------------- | ---------------- | ---------------- | ---------------- | ---------------- | ---------------- | ---------------- | ---------------- | ---------------- | ---------------- | ---------------- | ---------------- | ------------------- | ------------------- | ------------------- | ------------------- | ------------------- | ------ | ------ | ------ | ------ | ------ |
| S. Adalı      | 0          | 0          | 0          | 0          | 0          | -                | -                | -                | -                | -                | -                | -                | -                | -                | -                | 1                | 0                | 0                | 0                | 0                | -                   | -                   | -                   | -                   | -                   | 1      | 0      | 0      | 0      | 0      |
| K. Akman      | 26         | 173        | 96         | 62         | 15         | 3                | 17               | 5                | 11               | 1                | 1                | 5                | 4                | 1                | 0                | 3                | 7                | 3                | 4                | 0                | 3                   | 1                   | 0                   | 0                   | 1                   | 36     | 203    | 108    | 78     | 17     |
| K. Aksoy      | 1          | 8          | 8          | 0          | 0          | -                | -                | -                | -                | -                | 0                | 0                | 0                | 0                | 0                | -                | -                | -                | -                | -                | -                   | -                   | -                   | -                   | -                   | 1      | 8      | 8      | 0      | 0      |
| A. Aykaç      | 23         | 0          | 0          | 0          | 0          | 0                | 0                | 0                | 0                | 0                | 1                | 0                | 0                | 0                | 0                | 9                | 0                | 0                | 0                | 0                | 4                   | 0                   | 0                   | 0                   | 0                   | 37     | 0      | 0      | 0      | 0      |
| M. Bartsch    | 25         | 189        | 156        | 25         | 8          | 3                | 28               | 23               | 4                | 1                | 1                | 8                | 6                | 2                | 0                | 11               | 118              | 94               | 14               | 10               | 4                   | 27                  | 20                  | 4                   | 3                   | 44     | 370    | 299    | 49     | 22     |
| M. Boz        | 30         | 143        | 112        | 12         | 19         | 3                | 0                | 0                | 0                | 0                | 1                | 2                | 1                | 0                | 1                | 11               | 35               | 29               | 4                | 2                | 4                   | 4                   | 3                   | 0                   | 1                   | 49     | 184    | 145    | 16     | 23     |
| D. Cebecioğlu | 16         | 127        | 96         | 20         | 11         | 0                | 0                | 0                | 0                | 0                | 0                | 0                | 0                | 0                | 0                | 1                | 3                | 3                | 0                | 0                | 1                   | 4                   | 3                   | 1                   | 0                   | 18     | 134    | 102    | 21     | 11     |
| G. Guimarães  | 27         | 344        | 285        | 32         | 27         | 3                | 45               | 37               | 7                | 1                | 1                | 9                | 7                | 2                | 0                | 10               | 171              | 150              | 19               | 2                | 4                   | 45                  | 41                  | 2                   | 2                   | 45     | 614    | 520    | 62     | 32     |
| B. Gülübay    | 30         | 28         | 7          | 13         | 18         | 3                | 4                | 0                | 2                | 2                | 1                | 0                | 0                | 0                | 0                | 11               | 8                | 2                | 4                | 2                | 3                   | 1                   | 0                   | 0                   | 1                   | 48     | 41     | 9      | 19     | 23     |
| Z. Güneş      | 20         | 201        | 125        | 69         | 7          | 3                | 30               | 15               | 10               | 5                | 1                | 10               | 6                | 3                | 1                | 10               | 83               | 57               | 21               | 5                | 4                   | 46                  | 28                  | 16                  | 2                   | 38     | 370    | 231    | 119    | 20     |
| M. Gürkaynak  | 12         | 39         | 14         | 19         | 6          | 0                | 0                | 0                | 0                | 0                | -                | -                | -                | -                | -                | 2                | 5                | 1                | 1                | 3                | 1                   | 0                   | 0                   | 0                   | 0                   | 15     | 44     | 15     | 20     | 9      |
| I. Haak       | 28         | 517        | 451        | 41         | 25         | 3                | 85               | 70               | 7                | 8                | 1                | 21               | 17               | 2                | 2                | 10               | 214              | 181              | 18               | 15               | 4                   | 78                  | 70                  | 4                   | 4                   | 46     | 915    | 789    | 72     | 54     |
| C. Ogbogu     | 18         | 151        | 108        | 36         | 7          | 0                | 0                | 0                | 0                | 0                | 0                | 0                | 0                | 0                | 0                | 11               | 95               | 64               | 24               | 7                | 4                   | 41                  | 30                  | 10                  | 1                   | 33     | 287    | 202    | 70     | 15     |
| C. Özbay      | 29         | 55         | 17         | 20         | 18         | 3                | 6                | 2                | 4                | 0                | 1                | 1                | 0                | 0                | 1                | 9                | 20               | 7                | 4                | 9                | 4                   | 9                   | 4                   | 1                   | 4                   | 46     | 91     | 30     | 29     | 32     |
| A. Sarıoğlu   | 18         | 0          | 0          | 0          | 0          | 3                | 0                | 0                | 0                | 0                | 0                | 0                | 0                | 0                | 0                | 5                | 0                | 0                | 0                | 0                | 1                   | 0                   | 0                   | 0                   | 0                   | 27     | 0      | 0      | 0      | 0      |
| T. Şenoğlu    | 22         | 132        | 111        | 13         | 8          | 2                | 0                | 0                | 0                | 0                | 1                | 0                | 0                | 0                | 0                | 8                | 10               | 8                | 1                | 1                | 1                   | 3                   | 2                   | 1                   | 0                   | 34     | 145    | 121    | 15     | 9      |

P = presenze; PT = punti totali; AV = attacchi vincenti; MV = muri vincenti; BV = battute vincenti